# Pierre Wolff
Pour les articles homonymes, voir Wolff.
Pierre Wolff est un auteur dramatique français, né le 1er janvier 1865 à Paris et mort le 27 juillet 1944 dans la même ville.

## Biographie
Pierre Lucien Yvan Wolff est né dans le domicile de ses parents, rue de la Paix, à Paris. Il est le fils de Jacques Wolff, négociant (fils de Salomon Wolff et Hélène Ochsé, né à Cologne le 16 octobre 1827 et mort le 10 décembre 1909 à Paris, 17e), et Ida Alphonsine Marx. Il est le neveu d'Albert Wolff.
D'abord voué au commerce, il préfère suivre la voix de son oncle et devient homme de lettres. Il a écrit de nombreuses pièces de théâtre et a aussi été librettiste de quelques opérettes ou comédies musicales. Il donna également des conférences sur l'histoire de la chanson (Marie Dubas y commença sa carrière de chanteuse de variétés en y interprétant des thèmes du folklore).
Pierre Wolff fut président de la Société des auteurs et compositeurs dramatiques de 1918 à 1919. Il avait épousé en 1905 à Paris (9e) Marie-Sophie-Félicité Noblet. Il est inhumé dans le même tombeau que son oncle.

## Décorations
- Commandeur de la Légion d'honneur (décret du 2 août 1919, décoré par Léon Bonnat le 8 octobre 1919 ; nommé chevalier par décret du 19 juillet 1903 et décoré par Catulle Mendès le 25 octobre 1903 ; promu officier par décret du 29 décembre 1910 et décoré par Adolphe Brisson le 14 mars 1911)[4].
- Officier d'académie

## Œuvres théâtrales
- Le Cheval d'Aristote, comédie en 1 acte, en prose 1890
- Jacques Bouchard, pièce en 1 acte, en prose, Paris, Théâtre-Libre, 2 mai 1890,
- Leurs filles, comédie en 2 actes, 1891
- Les Maris de leurs filles, comédie en 3 actes, Théâtre-Libre, 28 avril 1892,
- Celles qu'on respecte, comédie en 3 actes, théâtre du Gymnase, 26 octobre 1892
- Fidèle !, comédie en 1 acte, Comédie-Française, 12 juin 1895,
- Le Boulet, comédie en 3 actes, théâtre du Palais-Royal, 30 avril 1898
- Le Béguin, comédie en 3 actes, théâtre du Vaudeville, 8 février 1900
- Vive l'armée !, comédie en 1 acte, théâtre des Variétés, 8 mars 1901
- Sacré Léonce !, pièce en 3 actes, théâtre du Palais-Royal, 3 avril 1901
- Le Cadre, pièce en 3 actes,théâtre de l'Athénée, 27 novembre 1902
- Le Secret de Polichinelle, comédie en 3 actes, théâtre du Gymnase, 5 janvier 1903[5]
- L'Âge d'aimer, comédie en 4 actes, théâtre du Gymnase, 1er avril 1905
- Le Ruisseau, comédie en 3 actes, théâtre du Vaudeville, 21 mars 1907 la pièce est portée au cinéma par Maurice Lehmann et Claude Autant-Lara, en 1938[6].
- Le Lys,  pièce en 4 actes, en collaboration avec Gaston Leroux, théâtre du Vaudeville, 18 décembre 1908
- La Cruche, comédie en 2 actes, en collaboration avec  Georges Courteline, théâtre de la Renaissance, 27 février 1909
- Les Marionnettes, comédie en 4 actes, Comédie-Française, 26 octobre 1910
- L'Amour défendu, comédie en 3 actes, théâtre du Gymnase, 7 novembre 1911
- Les Deux Gloires, pièce en 1 acte, Comédie-Française, 25 mai 1916
- Le Voile déchiré, pièce en 2 actes, Comédie-Française, 20 octobre 1919
- Les Ailes brisées, pièce en 3 actes, théâtre du Vaudeville, 8 octobre 1920[7]
- Le Chemin de Damas, pièce en 3 actes, théâtre du Vaudeville, 9 novembre 1921
- Une sacré petite blonde d'André Birabeau et Pierre Wolff, théâtre Daunou, 30 décembre 1921
- Les Deux Amants, comédie inédite en 2 actes, 1922
- L'École des amants, comédie inédite en 3 actes, théâtre des Nouveautés, 22 février 1923
- Après l'amour, en collaboration avec Henri Duvernois, pièce en 4 actes, théâtre du Vaudeville, 23 février 1924
- Le Renard, comédie en 1 acte, Paris, Grand-Guignol, 13 février 1925
- Deux hommes, 1 acte, 1926
- Dibengo, en collaboration avec Henri Duvernois, comédie en 3 actes, théâtre de la Porte-Saint-Martin, 21 octobre 1925
- Le Dernier Client, 1 acte, 1928
- Dix minutes sur la terre, nouvelle dialoguée 1929
- L'Invité, comédie en 1 acte 1929
- La Belle de nuit, pièce en 3 actes, théâtre de l'Athénée, 18 mars 1932
- Les Deux Vieilles, comédie en 1 acte, 1932
- L'Inroulable, comédie de salon en 1 acte

## Comme librettiste
- Le Temps d'aimer[8], opérette en 3 actes, en collaboration avec Henri Duvernois, couplets Hugues Delorme, musique Reynaldo Hahn, Théâtre de la Michodière, 6 novembre 1926
- Moineau[9], opérette en 3 actes, en collaboration avec Henri Duvernois,  couplets Léon Guillot de Saix[10], musique Louis Beydts, Théâtre Marigny, 13 mars 1931

## Comme scénariste de cinéma
- 1933 : Les Ailes brisées d'André Berthomieu
- 1936 : Sacré Léonce de Christian-Jaque
- 1937 : Abus de confiance d'Henri Decoin
- 1940 : Sérénade de Jean Boyer